# Battle Blaze
Battle Blaze (バトルブレイズ?) è un videogioco di tipo picchiaduro ambientato durante il Medioevo, sviluppato da Aicom ed Electronics Application Co. È stato pubblicato dalla Sammy Studios nel 1992.
I combattenti utilizzano svariati tipi di armi; è possibile combattere in un colosseo oppure vivere un'avventura, cui scopo è la sconfitta del Signore Oscuro, abitante della fortezza in cielo.

## Trama
Una landa detta Virg era controllata da un potente Re ed ogni re era scelto dopo il "Torneo dei Campioni". Un demone infernale, desideroso di conquistare la terra, inviò cinque fantasmi per possedere cinque dei contendenti al titolo e questi cinque avrebbero combattuto tra loro sino alla morte, come in una battle royale. 
I fantasmi possedettero ogni contendente eccetto uno: quando uno dei fantasmi si avvicinò a Durill, il più abile tra i contendenti, subito stette male e fu sconfitto, ma il contendente morì a causa dell'inquinamento mentale. Morto, suo figlio Kerrel inizia la sua avventura per vendicarsi del demone malvagio.

## Personaggi
- Kerrell (in giappone Faud) - Il protagonista, dedicato in tutto e per tutto alla sconfitta del Signore Oscuro e a vendicarsi per la morte del padre.
- Shnouzer (in giappone Shazzer) - Il comandante delle bestie di montagna, un feroce competitore e abile nel corpo a corpo ravvicinato.
- Adrick (in giappone Werleck) - Cavaliere di Naxus, sfrutta la sua Lama Oscura (Lama Infernale in Giappone) per sfoggiare attacchi dalla lunga distanza.
- Tesya (in giappone Filea) - Un'agile guerriera da Flynn, armata con una coppia di daghe, sue armi favorite.
- Lord Gustoff - Gerarca pacifico di un villaggio agreste, è un mezzo-orco e utilizza una combinazione di flagello e mazzafrusto.
- Lang - Gemello di Kerrel, identico in tutto e per tutto, disponibile solo nella Modalità Battaglia.
- Autarch (in giappone Gilformoth) - Il boss finale, affrontabile solo in Modalità Hero, un demone dagli artigli affilati e acuminati quanto una katana, il cui unico scopo è conquistare tutta quanta Virg. Utilizzable solo con degli cheat.